# Stanislav Marák
Stanislav Marák (13. listopadu 1873 Příbor – 5. října 1937 Znojmo) byl český a československý pedagog, básník, hudební skladatel, redaktor, publicista a politik; meziválečný senátor Národního shromáždění ČSR za Československou sociálně demokratickou stranu dělnickou.

## Biografie
Vystudoval gymnázium v Příboru a později učitelský ústav. Od roku 1895 působil na jihozápadní Moravě, nejprve v Jemnici v letech 1895-1899, pak od roku 1899 v Moravských Budějovicích a roku 1909 se stal ředitelem měšťanské školy v Jevišovicích. Od roku 1914 působil coby okresní školní inspektor pro okres Znojmo. Po roce 1918 budoval na Znojemsku českojazyčné školství. Během tří poválečných let založil v tomto regionu čtyřicet českých menšinových škol. Byl i aktivním publicistou. V roce 1923 inicioval vznik sborníku Od Horácka k Podyjí, který redigoval a kam přispíval. Od roku 1925 zasedal v městské radě ve Znojmě a působil jako předseda místního školního výboru. V roce 1922 na podnět náčelníka místního Sokola J. Kopala založil v znojemském Dělnickém domě český vzdělávací spolek kino Vesmír. Zabýval se i hudební osvětou. V roce 1920 režíroval zpěvohru Idylla od Alberta Peka a byl členem pěveckého kroužku Besedy Znojemské. Překládal písně a skládal hudbu. Na post školského inspektora rezignoval roku 1925 a roku 1927 odešel do penze. V roce 1997 získal in memoriam čestné občanství Znojma. Jedna ze znojemských čtvrtí je po něm nazvána Marákov.
Po parlamentních volbách v roce 1920 získal za Československou sociálně demokratickou stranu dělnickou senátorské křeslo v Národním shromáždění. Mandát nabyl ale až dodatečně roku 1921 jako náhradník poté, co zemřel senátor Josef Hybeš. Po několika měsících ale sám na funkci rezignoval a v senátu ho ještě roku 1921 nahradil Antonín Hnátek. Profesí byl okresním školním inspektorem a ředitelem měšťanské školy ve Znojmě.
Zemřel v říjnu 1937 ve Znojmě.